# Pic de Rivoli
Colaptes rivolii
Espèce
Statut de conservation UICN

 LC  : Préoccupation mineure
Synonymes
- Colaptes elegans Gray
- Hypoxanthus rivolii (Boissonneau), 1840
- Piculus rivolii

Le Pic de Rivoli (Colaptes rivolii, anciennement Piculus rivolii) est une espèce d'oiseaux de la famille des Picidae.
L'espèce est dédiée à François Victor Masséna (1799-1863), deuxième duc de Rivoli et ornithologue amateur.
Elle est trouvée en Amérique du sud (Bolivie, Colombie, Equateur, Pérou et Venezuela).